# 李玳君
李玳君（1932年—）是华裔捷克作家，翻译家，书画家。

## 生平
1932年生于湖北武汉。在北大东语系学习，遇到了1951年赴北大留学的捷克人约瑟夫·海兹拉尔。1956年两人结婚。同年10月，她随海兹拉尔回到布拉格，在当地美术协会工作。此后，她还在捷克斯洛伐克科学院东方研究所工作。自1989年以来，她一直在捷克各地展出中国绘画和书法。
她还参与了《捷克语 - 汉语词典》等工具书的编纂工作。2011年，李玳君在丈夫的帮助下出版了捷克语自传体小说《在江上》（Na řece），以一个小女孩的视角讲述了抗日战争时期一个家庭沿长江逃亡的经历。这本书获得了同年的图书协会文学奖。

## 著作
- Josef Hejzlar; Taj-ťün Hejzlarová. . Praha: Knižní klub. 2011. ISBN 978-80-242-3092-4 （捷克语）.